# Podla seba
Podla seba è il secondo album in studio della rapper slovacca Sima, pubblicato il 16 novembre 2018 dalla Forya.

## Tracce
1. Dýchaj – 3:24
2. Kabrio – 3:18
3. Už ne! – 3:20
4. Anonym mood (feat. Separ) – 3:17
5. Pre teba – 3:24
6. Nevolaj mi (feat. Kali) – 3:29
7. Ja moje ženy – 3:07
8. Klasicky – 2:50
9. Spolu – 3:23
10. Posledná (feat. Ego) – 3:52
11. Spolu (versione acustica) – 2:10

## Classifiche
| Classifica (2018) | Posizione massima |
| ----------------- | ----------------- |
| Repubblica Ceca   | 15                |
| Slovacchia        | 3                 |